# Баллинскеллигс
Баллинскеллигс (англ. Ballinskelligs; ирл. Baile na Sceilge) — деревня в Ирландии, находится в графстве Керри (провинция Манстер).  Является частью Гэлтахта.